# Pince (bakverk)
Pince är ett traditionellt högtidligt slovenskt bakverk, vanligast vid gränsen mot Italien och Krain-regionen. Det bakas på surdeg och innehåller bland annat citron, russin och mycket socker.